# 荒井訓
荒井 訓（あらい さとし、1954年 - ）は、日本のドイツ文化研究者。元早稲田大学商学学術院教授。文学修士（早稲田大学）。専門はドイツ文芸論、文化論。

## 来歴
1954年東京都生まれ。早稲田大学大学院文学研究科修了。東北大学講師・助教授（1988 - 1998年）を経て早稲田大学商学学術院教授。ほかに、国際交流基金ケルン日本文化会館専門調査員（1993 - 1996年）、NHKラジオ『ドイツ語講座』講師（2001 - 2002年）、ベルリン・フンボルト大学客員研究員（2008 - 2009年）。

## 著書
- 『はじめてのドイツ語会話』（ナツメ社）2003年
- 『戦時下日本のドイツ人たち』上田浩二と共著（集英社新書）2003年